# ポケットモンスター ルビー・サファイア
『ポケットモンスター ルビー・サファイア』は、2002年11月21日に株式会社ポケモンから発売されたゲームボーイアドバンス用ロールプレイングゲーム『ポケットモンスター ルビー』と『ポケットモンスター サファイア』の総称である。本項目では2004年9月16日に発売されたこれらのマイナーチェンジ版である『ポケットモンスター エメラルド』についても記載している。

## 概要
本作はポケットモンスターシリーズの完全新作の作品としては3作目となる。パッケージのポケモンは『ルビー』がグラードン、『サファイア』がカイオーガとなっている。今作からプラットフォームがゲームボーイカラー (GBC) の後継機であるゲームボーイアドバンス (GBA) となり、これまでよりもグラフィックやサウンドのクオリティが向上している。また、本作ではシリーズ初となる4人同時での通信が可能となっている。ハードウェア的な理由から本作を含めたGBA用ポケットモンスターシリーズと過去作との通信は一切できないが、後発のシリーズ作品へはポケモンを一方通行ながらも通信で送ることができる。ただし、3→4世代への移行はロムカセット、およびDSまたはDSLite本体が必須である。
本作の舞台となる「ホウエン地方」は過去作の舞台となっている「カントー地方」と「ジョウト地方」から離れた地域にあるという設定のため、登場するポケモンの大半が一新されている。本作では新たに135体のポケモンが追加され、過去作に登場したポケモンと合わせると当時におけるポケモンの合計数は386体となった。また、過去作には敵対組織として「ロケット団」が登場していたが、本作では敵対組織として「マグマ団」と「アクア団」が登場する。本作は前作同様に現実世界の時間とリンクしている一方で、前作と異なり昼と夜の区別がつかなくなっている。
『ルビー』と『サファイア』の主な違いは、特定のポケモンの出現率と敵対組織「マグマ団」「アクア団」がどちらが登場するかであり、シナリオやポケモンの能力に違いはない。また、対戦トレーナーが使用するポケモンのタイプ比率も両作で異なっている。
シリーズ初の試みとして本作では劇場版と連動してポケモンが配布されるキャンペーンが行われている。

## ゲームシステム
本項では本作で初登場するゲームシステムについて説明する。

### とくせい
「とくせい」（特性）とは、ポケモンが持つ特殊な能力をゲーム上で現れる効果として表したものである。ポケモンがどの特性を持っているかはステータス画面で確認できる。ポケモンの種族ごとに1種類または2種類割り当てられており、2種類あるポケモンはどちらの特性になるかは入手時にランダムに決まる。また、これを入手後に別な特性に変える手段は一切ない。
例えば、ミズゴロウの特性「げきりゅう」は、ピンチ時にみずタイプの威力が上がり、サメハダーの特性「さめはだ」は、直接攻撃を自身に繰り出した相手のHPを少し減らすというものである。

### せいかく
同じポケモンでも、個体ごとに「がんばりや」「さみしがり」といった異なる「せいかく」（性格）を持つようになった。野生であれば出現時、ゲーム中で人からもらうのであれば入手時にランダムに決まり、後から変える手段は一切ない。この性格には、ステータス画面で確認できる能力値「こうげき ぼうぎょ すばやさ とくこう とくぼう」の上下補正をする役割があり、どれかひとつが本来の1.1倍になり、それ以外のどれかひとつが0.9倍になるようになっている。性格25種類のうち、補正のあるものは20種類で、補正のないものが5種類存在している。
例えば、「きまぐれ」は補正がなく、「おだやか」は「こうげき」が下降補正、「とくぼう」が上昇補正となっている。
この性格は、そのままポロックの味の好き嫌いとコンディションの上がりやすさにも関係しており、好きなポロックの味とコンディションの上がりやすさは能力値の上昇補正、嫌いな味と上がりにくさは下降補正と一致している。補正のない性格であれば、好き嫌いやコンシションの伸び率に差異はない。

### ダブルバトル
ダブルバトルとは、互いにポケモンを2匹同時に繰り出して戦うルール。2匹にそれぞれ命令して1ターンに自分と相手の計4匹が行動する。このルールではわざとわざの組み合わせ、特性とわざの組み合わせが戦術次第では1ターンで実現できるため、これまでにはない戦術が編み出されたり短いターンで決着がつくことも珍しくはない。シングルバトルと比較して2匹の組み合わせから生まれる戦術の多彩さやテンポのよさが特徴。相手の2匹両方に対して攻撃を加えるか、1匹に絞り集中攻撃をするか、またそれを読んでの防御的なわざ「まもる」「みきり」「みがわり」を使うかといった駆け引きの存在がある一方で、シングルバトルではありがちな防御面に優れたポケモンで持久戦に持ち込むのは難しい傾向にある。このダブルバトル導入後はこれが公式大会の標準ルールとなっている。
ダブルバトルの類似ルールとして、プレイヤー4人がそれぞれ2人ずつのタッグチームを組んで戦う「マルチバトル」も存在する。『ルビー・サファイア』では通信対戦時のみの要素だが、『エメラルド』ではシナリオ中でもマルチバトルをする場面が存在する。

### ポケモンコンテスト
ポケモンコンテストとは、ポケモンの魅力を競う競技。一次審査ではポケモンの「かわいさ」や「かっこよさ」といった「コンディション」を競い合い、二次審査ではポケモンが覚えている技を使用してアピールをする。
一次審査におけるコンディションは、本作で初登場するアイテム・ポロックを使用することで育成が可能となっている。ポロックの原料はきのみだが、きのみを一から育てるのは時間がかかるため、ポケモンコンテストで活躍できるポケモンを育てるためにはかなりの時間が必要となってくる。また、二次審査では使用する技の効果がバトル時と異なるため、コンテスト用の知識も必要となる。
なお、ポケモンジムとは異なり、クリアせずともストーリーを進めることが可能である。

### ひみつきち
各地のマップにある特殊な木や草の塊、岩の窪みのような場所でわざ「ひみつのちから」を使うと、「ひみつきち」（秘密基地）を作ることができる。作ったばかりの状態では何もないただの空間だが、置物やぬいぐるみのようなグッズを集めると内部に設置されたパソコンを使って配置することができる。レコードを混ぜた相手の秘密基地を訪れて中のNPCに話しかけると、交換したときの相手の手持ちポケモンを使うNPCと対戦できる。自分と同じ場所に基地を作った相手とはレコードを混ぜてもセーブデータには反映されない。

### レコード
レコードとはプレイヤーのゲーム中でのさまざまな行動を記録したもの。2～4台のGBA本体と『ルビー・サファイア』『エメラルド』いずれかのカートリッジ同数を接続し、ポケモンセンター2階の「ポケモンつうしんクラブ」にある「レコードコーナー」で「レコードをまぜる」ことで、それぞれのカートリッジ内のセーブデータにさまざまな影響を及ぼす。

## ストーリー
主人公（プレーヤー）は本作の舞台となるホウエン地方のミシロタウンに引っ越してくる。ポケモンに襲われているオダマキ博士を助けたことで、お礼として博士から初めてのポケモンとポケモン図鑑をもらい冒険の旅に出る。博士に頼まれたポケモン図鑑の完成を目指しながら各地のポケモンジムでバッジを集めていく。その過程で超古代ポケモンを狙う悪の組織・マグマ団（アクア団）との対立を繰り返し、やがてグラードン（カイオーガ）と遭遇する。このグラードン（カイオーガ）の目覚めにより引き起こされた異常気象を鎮めるべく目覚めの祠でこの超古代のポケモンと対決。見事ホウエン地方の危機を救った主人公は最後のポケモンジムで8つ目のバッジを手にしポケモンリーグへと足を進める。待ち構えていた四天王との激戦を戦い抜き、最後にチャンピオンとして待っていたのはこれまで旅の道中で何度か手助けをしてくれた男・ダイゴだった。

## 登場人物
前作まで登場したオーキド博士をはじめ、過去作の人物は直接には一切登場しないが、キャラクターの台詞などから過去作の人物と本作の人物の関係をうかがい知ることができる。主人公は、前作『金・銀』の舞台ジョウト地方から引っ越してきたという設定になっている。

## 地理
本作の舞台はホウエン地方と呼ばれ、カントー地方やジョウト地方から少し離れている。モデルは九州地方で、沖縄も含まれる。福岡県出身の両親を持つ増田順一の九州での夏休みの思い出がモチーフとなっている。ただし、ゲーム性を考えて、マップは現実の九州地方（沖縄県を含む）を約90度反時計回りに回転させた形をしている。漢字で書くと「豊縁」となり、ポケモンと人または人と人の縁が豊かな地方であることを表している。
地形はおよそ平坦な所が多く、海や緑が広がるなど、自然が豊か。砂漠での砂嵐や、雨、火山灰が降り注ぐ地域がある。トレーナーたちの服装に半袖が多いことや四天王のプリムのポケナビの自己紹介から、比較的温暖な気候であることが分かる。本土と大小さまざまな島で構成されている。海域が非常に広く、一定範囲で深海のフィールドもありダイビングが可能。木の実を収穫でき、岩壁や茂みなどに秘密基地を作ることができる。ポケモンコンテストが行われ、「ポロック」という特有のお菓子がある。『ルビー・サファイア』『エメラルド』『オメガルビー・アルファサファイア』で一部のマップのデザインが異なっている。
町（都市）の数は16個で、道路・水道は101番から134番（前作『金・銀』までに登場したのは1番から46番で、後に『ハートゴールド・ソウルシルバー』で47番、48番道路が登場したが、49番から100番までの道路・水道は欠番となっている）。
町の名前の由来は一部を除いて広辞苑にも載っていない単語であり、ほかの地方と違って統一性もない。ポケモンリーグはサイユウシティに存在。料金所やサイクリングロードの歩行者規制通路を除くとゲートは存在しない。瓦の屋根でできた民家がかなりある。
- 英語版は「Hoenn」と表記される。
- 韓国語版での表記は호연지방（漢字: 호緣地方 2000年式: Hoyeon Jibang, MR式: Hoyŏn Chipang）と表記される。

### 都市・町
ミシロタウン
主人公がジョウト地方から引っ越してきた森の中の小さな町。古風な町並で有名であり、オダマキ博士のポケモン研究所もある。民家の屋根の色は茶色。
コトキタウン
主人公が2番目に訪れる田舎町。ポケモンセンター・フレンドリィショップといった基本的な施設が揃っている。ミシロタウンのかなり近くにあり、オダマキ博士はこの町の近くによくフィールドワークに訪れる。民家の屋根の色は茶色。
トウカシティ
主人公の父親がジムリーダーとして働いている、海の近くの町。垣根で囲まれた立派な家が多い。この町には病弱な少年・ミツルの故郷だが、療養のためストーリー序盤でシダケタウンに引っ越してしまう。郊外は浜辺や森などの自然が豊かである。民家の屋根の色は赤色。センリのポケナビの紹介文からミシロタウンから徒歩30分で着ける位置にあるらしい。
トウカジム
ジムリーダーはノーマルタイプ使いで、主人公の父親のセンリ。ジムに現れるエリートトレーナーはポケモンを道具で強化して戦う難敵。
道場のようなジムで、内部は多数の小部屋に分かれており、トレーナーはそれぞれの部屋の看板に掲げられたテーマに沿った強化道具を使用する（スピーダー、クリティカッターなど）。挑戦するには、ジムバッジを4つ集めなければならない。

カナズミシティ
ホウエン地方最西端の大都市であり、大企業デボンコーポレーション本社がある。トレーナーズスクールが存在する学園都市でもある。石畳の綺麗な地面の上に街頭や噴水が見られ、町の整備が行き届いていることが分かる。また多くの建物が塀や柵で囲まれている。建物は金色や灰色を基調にしている。
カナズミジム
ジムリーダーはいわタイプ使いのツツジ。「たんパンこぞう」や「やまおとこ」といったトレーナーが多い。
金・銀・クリスタルを除く、シリーズで最初に出てくる他のジムと同様、ジムの中はすべてのトレーナーを避けて通れる仕組みになっている。
ムロタウン
ホウエン地方南西部の海に浮かぶ離島にある小さな町。町全体が砂浜の上に建っている。また、釣りで訪れる者が多い。いつも島では何かしらの流行語が存在する。本土との間に定期船は通ってなく、ハギの舟を無料で渡し舟と言う形で使用できる(トウカジムをクリアしたら波乗りが使えるようになり不要になるため、ハギによる舟は使えなくなる)。民家の屋根は青色。
ムロジム
ジムリーダーはかくとうタイプ使いのトウキ。「からておう」や「バトルガール」など格闘タイプの専門家が集まる（『エメラルド』では「ふなのり」も追加されている）。
当初は内部が非常に暗く、ジムトレーナーに勝つたびに少しずつ明るくなっていく仕組み。見える範囲は丸型で、ジムリーダーに勝利すると、画面いっぱいに明るくなる。

カイナシティ
ホウエン南部の大きな港町で、海上交通の拠点のひとつ。ミナモシティとは連絡船タイドリップ号で結ばれる。バザーが行われているなど、活気に溢れている。造船所や海の科学博物館など海に関する施設が多い。民家の屋根の色は灰色。町の東部にある造船所はアクア団やマグマ団の野望に密接な関わりがあるため、組織のターゲットになることが多い。『ルビー・サファイア』ではコンテスト会場が、『エメラルド』ではバトルテントが存在。ホウエン地方のポケモン大好きクラブも存在する。
海の科学博物館（うみのかがくはくぶつかん）
カイナシティ東部にある海をテーマにした博物館。主人公が初めて訪れた際にはアクア団（『ルビー』ではマグマ団）が占領しており、主人公から「デボンのにもつ」を奪おうとしていた。ちなみに建物内で流れるBGMは『赤・緑・青・ピカチュウ』及び『ファイアレッド・リーフグリーン』に登場した『サント・アンヌ号』のBGMのアレンジであり、2階の展示室にはその模型が展示されている。入館料は50円。

キンセツシティ
ホウエン地方のほぼ中央に位置し、四方に道路が通じており人々が明るく楽しい町。地下都市の計画「ニューキンセツ」があったが、現在は放置されている。その後廃墟になったニューキンセツで発電マシンが暴走するという事件が起こる。ポケモンセンターには変なオヤジがレコード関連でいろいろなことをしてくれる。町の北東部のサイクルショップカゼノでは自転車をもらうことができる。民家の屋根の色は紫。

キンセツジム
ジムリーダーはでんきタイプ使いのテッセン。トレーナーは「ギタリスト」の他「バトルガール」や「たんパンこぞう」など電気に関係ない者も多い。『エメラルド』では「こんちゅうマニア」も追加されている。
電気の柵で進路が遮られており、ジム内にあるスイッチを切らなければ先に進めない仕掛けになっている。

シダケタウン
ホウエン地方内陸部にある高原の町。風向きの関係で火山灰が飛んでこないので空気が澄んでおり、体の弱い人も元気になれるという美しい緑の町。療養に訪れる人も多い。ミツルのいとこのミチルの家があり、ミツルはここに引っ越してきた。町の外れのカナシダトンネルにはミチルに会うためにトンネルを掘り続ける人がいる。民家の屋根の色も緑色である。『ルビー・サファイア』ではコンテスト会場が、『エメラルド』ではバトルテントが存在。
ハジツゲタウン
ホウエン地方北西部にある小さな農村。火山灰の多い土地で、火山灰に負けない野菜を作っている。隕石の多い土地でもあり、研究所も存在する。ポケモンのレベルアップで覚える技をすべて知っており、あることをすればそれを教えてくれる青年もいる。屋根の色はオレンジ。『ルビー・サファイア』ではコンテスト会場が、『エメラルド』ではバトルテントが存在。
フエンタウン
煙突山のふもとにある温泉街。位置の重なる地域周辺にも全国的に有名な温泉がある。老人の多い町である。ポケモンセンターから裏にある温泉に行くことができる。付近にある砂風呂はポケモンのタマゴに効果があるということで人気。ポケモンカンポー薬の店もある。交通の便は悪く、町の近くは段差や崖だらけでなかなか接近しにくい。民家の屋根の色は赤色。
フエンジム
ジムリーダーはほのおタイプ使いのアスナ。トレーナーは「キャンプファイアー」が多く、砂風呂にもぐって挑戦者を待ち構えている。『エメラルド』では「やまおとこ」も追加されている他、回避不可能の部分もあり。
ジムの中では珍しく地下1階があり、地上と地下を行き来してジムリーダーの居る所を目指す。

ヒワマキシティ
ホウエン地方屈指の豪雨地帯にある町。木が町中に生い茂り、木の中の家（ツリーハウス）で人々は暮らしている。ただしポケモンセンター・フレンドリィショップ・ポケモンジムだけは地上に建っている。豊かな木材資源を活かした家具を販売する店がある。町の近辺にはカクレオンが出没し、人々を困らせている。
ヒワマキジム
ジムリーダーはひこうタイプ使いのナギ。飛行ポケモンを持つ「とりつかい」の修行の場となっている。
ジム内部には多数の回転扉があり、上手く扉を回転させないと先に進めない仕組みになっている。また、スコープでカクレオンを登場させるイベントをクリアしないとジムに入れないようになっている。

ミナモシティ
ホウエン地方東部にある有名な観光地。連絡船タイドリップ号によってカイナシティと結ばれる。郊外にはサファリパークが存在し、デパート・美術館・民宿・トレーナーファンクラブといった観光施設に恵まれているが、町の北東には怪しい洞窟が存在する。ポケモンの技を忘れさせてくれる老人が住んでいるのもここ。ホウエン地方では最高ランクのコンテスト会場がある。このコンテストで高得点を出し続けると、美術館に絵を飾ってもらえたり記念品を入手できたりと様々なイベントがおこる。稀に開催される「ほりだしもの市」は人々の注目の的。大きな都市ではあるが、街のBGMはゆったりとしたワルツ調のものとなっている。民家の屋根の色は青色。
ミナモデパート
ミナモシティ北部にあるデパート。5階建てで多くの商品を取り扱っている。屋上には自動販売機があり、殿堂入り後には「ほりだしもの市」が行われるようになる。1階のカウンターでは1日1回「ポケモンくじ」が引ける。

トクサネシティ
気候が穏やかな島。スペースシャトルの発射基地で有名なトクサネ宇宙センターがある。民家の屋根の色は赤茶色。秘密基地の場所を教えてくれる少年や、『ルビー・サファイア』のチャンピオン「ダイゴ」の家もある。『エメラルド』では新しくゲームセンターが開業した。島の民家にある開かずの扉はカードe+を使うことで開き、中では民家の老人が呼び寄せたという腕利きのトレーナーと対戦することができる。『ルビー・サファイア』で、「ホウエンずかん」に登録されていないポケモンが見られるのはここでの対戦のみ。捕獲や図鑑登録はできない。
トクサネジム
ジムリーダーはエスパータイプ使い、双子のフウとラン。「サイキッカー」やなどレベルの高いトレーナーが集う。『エメラルド』では「ジェントルマン」・「オカルトマニア」も追加されている他、ダックバトルで勝負を挑むことがある。
『ルビー・サファイア』では乗ると移動する床、『エメラルド』では回転床を使った凝った仕掛けが登場する。
トクサネ宇宙センター（トクサネうちゅうセンター）
トクサネシティ東部にある施設。日々多くの職員がロケットの打ち上げや研究をしている。施設の近くにはロケットの打ち上げ成功を祈願するために置かれた白い岩がある。
『エメラルド』では、ジム戦クリア後にマグマ団がロケットの燃料を奪うために施設内を占領してしまう。
ルネシティ
休火山の火口に雨が溜まってできたいわゆる火口湖がある景観の美しい町。水の都と呼ばれている。島は白い岩で構成されている。町は地形的に閉ざされており、そらをとぶか、海底のトンネルで秘伝技「ダイビング」を使用してのみ外部と通じている。町の中央には超古代ポケモンの覚醒の場・めざめのほこらがある。そのため、この町はグラードンやカイオーガの動乱で最も被害を受けた。民家は白と黒を基調にした変わった形をしており、BGMも独特な雰囲気を醸し出している。町全体がカルデラ内部の傾斜に建っているため、かなり段差が多く入り組んだ構造になっている。
『エメラルド』ではトクサネシティではなくルネシティに開かずの扉のある民家がある。ただし、こちらはカードe+で扉を開けることはできない。
ルネジム
ジムリーダーは『ルビー・サファイア』ではミクリ、『エメラルド』ではその師匠のアダン。どちらもみずタイプ使いである。「おとなのおねえさん」や「ミニスカート」などタマムシジム同様、女性トレーナーしかいない。
各階層にある氷の床は2回踏むと割れて地下へ落下してしまう仕組みになっており、全て一筆書きで通ることができればリーダーへの道が開ける。またトレーナーはジムリーダーを除き、全て地下にいる。

キナギタウン
海に浮かぶ筏の上にある小さな町であり、サニーゴの群れの上にあると言われている。ホウエンの大好きクラブ会長の弟やマボロシ島発見に情熱を捧げる老人が住んでいる。屋根の色は緑色で木造。
サイユウシティ
ホウエン地方の最東端の島にあり、ポケモンリーグが開かれる町。上陸するには秘伝技「たきのぼり」を使用する必要がある。施設はポケモンセンターとポケモンリーグしかなく、一般の民家はない。町の中心をチャンピオンロードが遮る。
ポケモンリーグ
カゲツの部屋
茶色を基調とした部屋。
フヨウの部屋
紫色を基調とした部屋。
プリムの部屋
青色を基調とした部屋で氷の床が張ってある。
ゲンジの部屋
赤色を基調とした部屋で、竜の牙が置いてある。
ダイゴ、ミクリの部屋
ダイゴの部屋は薄紫色を基調としており、ミクリの部屋は水色を基調としている。

バトルフロンティア
『エメラルド』にのみ登場。実力を認められたトレーナーポケモンバトルの最前線であり、趣向を凝らした7つのポケモンバトルの施設が存在する。ポケモンセンターやフレンドリィショップもあり、町としての機能も備えている。オーナー「エニシダ」に認められたトレーナーが入ることができる島。

### 道路・水道
101番道路（101ばんどうろ）
ミシロタウンとコトキタウンを繋ぐ短い道路。北から南へ緩やかな傾斜が付いており、コトキタウンからミシロタウンへ戻るときはどのバージョンでもおなじみ段差を使って草むらをよけて通ることが可能。
102番道路（102ばんどうろ）
コトキタウンとトウカシティを繋ぐ道路。出現するポケモンの種類が従来に比べて多い。ここでバトルを挑んでくるトレーナーが初登場する。
103番道路（103ばんどうろ）
コトキタウンから北に向かう道路。途中が水路で分断され、110番道路方面に行くには「なみのり」が必要になる。たまにオダマキ博士がフィールドワークに訪れ、図鑑の鑑定をしてくれる。
104番道路（104ばんどうろ）
トウカシティからトウカの森に向かう道路。途中に海岸があり、105番水道へつながる。シナリオ上、ストーリー中盤まではムロタウン・カイナシティに行く為にはここに住むハギ老人の船で移動する。
105番水道（105ばんすいどう）
104番道路から南へ向かう水道。ストーリー上ではハギ老人の船に乗って素通りだが、海上には伝説のポケモン・レジアイスが眠る「小島の横穴」がある。
106番水道（106ばんすいどう）
105番道路からムロタウンへ向かう水道。ムロ島の北部も含まれる。ムロ島に沿って広がる砂浜の上では釣りを楽しむ客が見られる。島の奥地には「石の洞窟」への入り口がある。
107番水道（107ばんすいどう）
ムロタウンから東へ向かう水道。海水浴に訪れる人が多い。
108番水道（108ばんすいどう）
ムロタウンとカイナシティをつなぐ水道の中間部。途中にある「捨てられ船」には宝が眠ると噂され、探検に訪れる人もいる。
109番水道（109ばんすいどう）
カイナシティの南にある水道。水道の北半分を占める広大な砂浜は海水浴の人気スポット。砂浜にある海の家では熱いバトルと冷たいサイコソーダが楽しめるということで人気。
110番道路（110ばんどうろ）
サイクリングロードやカラクリ屋敷がある海上の道路。自転車を持っていない人はサイクリングロードの下の地道を通ることになる。カイナシティとキンセツシティを繋ぐが、カイナシティ寄りには103番道路が分岐しており、コトキタウンへ抜けられる。奥地にはひっそりとニューキンセツへの入り口が佇む。
111番道路（111ばんどうろ）
半分が砂漠になっており、砂漠では砂嵐が吹き荒れる道路。ゴーゴーゴーグルを装備して来ていない人は112番道路に抜けるしかない。
112番道路（112ばんどうろ）
111番道路とフエンタウンを繋ぐ道路。炎の抜け道によって南北に分けられる。赤い岩肌が特徴。煙突山頂上行きのロープウェイ乗り場がある。
113番道路（113ばんどうろ）
ハジツゲタウンから東に伸びる火山灰が降る道路。草むらを通過すると草に溜まった灰を集めることができる。中程にはガラス職人がおり、火山灰をビードロに交換してくれる。
114番道路（114ばんどうろ）
ハジツゲタウンと流星の滝を結ぶ道路。南部は白い岩が特徴的な山岳地帯となっており、道が険しい。途中にはかせきマニアの家とマユミの家がある。
115番道路（115ばんどうろ）
流星の滝とカナズミシティを結ぶ道路。「なみのり」を覚えるまでは一方通行である。北部には「なみのり」を使うと行ける隠された草むらがある。
116番道路（116ばんどうろ）
カナズミシティから内陸部のシダケタウンへ繋がる山間部の道路。東側はカナシダトンネルになっていて、道路は分断されている。
117番道路（117ばんどうろ）
シダケタウンとキンセツシティを繋ぐ平坦な道路。空気がきれいで花が咲き乱れている。キンセツシティ寄りには「そだてや」があり、「タマゴ」が見つかることがある。
118番道路（118ばんどうろ）
キンセツシティから東に向かう道路。119番道路から海に注ぐ大河で東西に分断されている。
119番道路（119ばんどうろ）
118番道路とヒワマキシティを結ぶ、非常に広い道路。天気研究所がある。長い川で右岸と左岸に分断されており、吊り橋を使って左右を行き来しながら先に進む。草むらの草は長く、自転車で入ることができない（『ルビー・サファイア』『エメラルド』のみ）。また雨が降っていることが多く、時には雷を伴う豪雨になることもある。川ではヒンバスが釣れることがある。
120番道路（120ばんどうろ）
ヒワマキシティから南へ向かう道路。119番道路同様、広い道路で草むらの草は長く、中央部で常に雨が降っている。南の方には「日照りの岩戸」と呼ばれる小さな洞窟がある。
121番道路（121ばんどうろ）
ミナモシティへと伸びる道路。崖と柵で道路が区切られ、迷路のようになっている。中ほどにはホウエン名物のサファリゾーンがある。
122番水道（122ばんすいどう）
途中に「送り火山」がある水道。
123番道路（123ばんどうろ）
122番水道と118番道路を結ぶ道路。途中に段差があるため、122番水道側から行くと118番道路方向への一方通行となる。たまに雨が降っていることがある。「きのみ名人の家」と「釣り堀１・２・３」がある。「きのみ名人の家」は118番道路からも入れる。
124番水道（124ばんすいどう）
ミナモシティとトクサネシティを繋ぐ水道。
125番水道（125ばんすいどう）
トクサネシティの北側にある水道。海面からは多くの岩が突き出す。北部には「浅瀬の洞穴」がある。
126番水道（126ばんすいどう）
ルネシティを囲む水道。ルネの火口を取り囲むように海溝がぐるっと1周している。海底には珍しい道具が多い。
127番水道（127ばんすいどう）
トクサネシティから南へ向かう水道。南北に何本もの大海溝が走る。途中にあるいくつかの島は海釣りを楽しむ人のスポットになっている。
128番水道（128ばんすいどう）
サイユウシティへと続く水道。海底洞窟の入り口がある。
129番水道（129ばんすいどう）
128番水道とキナギタウンを結ぶ水道の一部。これまでの海域に比べて岩が多く、道が狭まっている。
130番水道（130ばんすいどう）
128番水道とキナギタウンを結ぶ水道の一部。「ルビー・サファイア・エメラルド」では極稀に「マボロシ島」が現れることがある。
131番水道（131ばんすいどう）
128番水道とキナギタウンを結ぶ水道の一部。伝説のポケモン・レックウザの巣である「空の柱」がそびえ立つ。
132番水道（132ばんすいどう）
キナギタウンとカイナシティを繋ぐ水道の一部。カイナシティに向かって海流が流れていて、後戻りはできない。
133番水道（133ばんすいどう）
キナギタウンとカイナシティを繋ぐ水道の一部。海流で思うように進めない。浅瀬が多いためタイドリップ号の通行はかなり困難である。
134番水道（134ばんすいどう）
キナギタウンとカイナシティを繋ぐ水道の一部。「おふれの石室」があるが、海流が流れているため近づきにくい。

### 自然・その他
トウカの森（トウカのもり）
トウカシティ近くの臨海部にある森。虫タイプのポケモンのすみかである。「いあいぎり」を使うと奥地へ行くことができ、足元に見えない道具が落ちていることもある。
サン・トウカ
トウカの森を抜けてすぐにあるフラワーショップ。中にいる女性が1日1個きのみをくれる。ストーリーをある程度進めると、「ひみつきち」に置くことのできる植木が買えるようになる。
カナシダトンネル
カナズミシティとシダケタウンをつなぐトンネル。大型の機械を使ってトンネルを掘る工事が進められていたが、トンネル内に棲むポケモンたちが機械の音を嫌がったため機械を使わず人の手で掘り進められることになった。
石の洞窟（いしのどうくつ）
ムロタウンの北西にある洞窟。ポケモンの技「フラッシュ」を使わないと探索は困難である。地上1階から地下2階までの3層構造になっており、地下は岩タイプや鋼タイプのポケモンの生息地域となっている。この洞窟ではポケモンリーグのチャンピオン（『エメラルド』ではポケモントレーナー）であるダイゴが調査をしている。「マッハじてんしゃ」でしか行けない奥地が存在する。岩にはノズパスが潜む。
捨てられ船（すてられぶね）
『ルビー・サファイア・エメラルド』に登場。108番水道の途中に放置された古い船。「お宝が眠っている」という噂があり、多くのトレーナーが船内を散策している。また、クスノキ館長（艦長）の助手の一人がこの船を調査している。床の所々に穴が開いており、秘伝技「ダイビング」を使わないと行けないエリアがある。元々は「カクタス号」という名前だったらしい。
ダイキンセツホールディングス
ホウエン地方にかつて存在した大企業。ゲーム本編では既に倒産しており、シーキンセツ内に残されたメモとキンセツシティにいるシーキンセツの元乗組員の話からその存在が語られるのみである。表向きは海底資源採掘やジオフロント開発などを手掛ける大企業であるが、実態はブラック企業そのものであり、シーキンセツに残された社員のメモや元社員の証言、社訓・社歌から労働環境の過酷さがうかがえる他、デボンコーポレーションに産業スパイを送り込んだり社員を監視する役職が存在していたことも判明している。
カラクリ屋敷（カラクリやしき）
110番道路にある一見民家のような建物。「カラクリ大王」と名乗る男が部屋のどこかに隠れて挑戦者を待ち構えている。建物内にはジムのような仕掛けがあり、仕掛けを突破するとグッズがもらえる。
全部で8種類のステージがあり、バッジを取得するごとに仕掛けが新しくなっていく。ストーリーに直接は関係しないもののトレーナーとのバトルもできるため、経験値や賞金を稼ぐために訪れる人も少なくはない。
ニューキンセツ
キンセツシティ近郊にある地下都市。現在は閉鎖されている。
煙突山（えんとつやま）
活火山で、フエンタウンの温泉はこの山の地熱を利用している。最初に来たときはアクア団とマグマ団の両陣営がここで対立している。普段は観光地で、「フエンせんべい」がお土産として販売されている。登場するトレーナーは、「おとなのおねえさん」が多い。
炎の抜け道（ほのおのぬけみち）
えんとつ山を貫く洞窟。特に何もないが、砂漠が通れないうちは111番道路の南北を移動するための経路となる。どくタイプとほのおタイプのポケモンが多く生息する。秘伝技「かいりき」を使わないと行くことのできない奥地がある。
デコボコ山道（デコボコさんどう）
段差が多いため、本来は山頂からふもとへの一方通行だが、「ダートじてんしゃ」で逆走することも可能。『エメラルド』ではマグマ団がアジトを構えており、奥ではグラードンが眠っている。
流星の滝（りゅうせいのたき）
よく隕石が落下してくるという神秘の洞窟。内部に滝が流れている。ここから発掘される隕石がマグマ団・アクア団に狙われた。『エメラルド』では殿堂入り後にここの一番奥に行くとダイゴと対戦ができる。
天気研究所（てんきけんきゅうじょ）
主に雨についての研究が行われている。『ルビー』ではマグマ団、『サファイア』『エメラルド』ではアクア団に占拠される事件が起こる。事件解決後にポワルンがもらえる。
『エメラルド』では、殿堂入り後に異常気象が発生した場所を教えてもらえる。
日照りの岩戸（ひでりのいわと）
120番道路にある小さな洞窟。「わざマシン」が落ちていること以外特に変わったところはない。トレーナーや野生のポケモンは登場しない。
サファリゾーン
基本的にはカントー地方のサファリゾーンと同じ。ここでしか捕まえることのできないポケモンがたくさんいる。「マッハじてんしゃ」「ダートじてんしゃ」のどちらかを使わないと行けないエリアがある。『エメラルド』では右側にマップが追加されており、最初は工事中で入れないが殿堂入り後に入れるようになり、「金・銀」編の一部のポケモンが出現する。
送り火山（おくりびやま）
「ポケモンの魂が還る場所」といわれていて、ゴーストタイプのポケモンが出現する。頂上にはホウエン地方に伝わる古い伝説と関係する2つの玉を守る老夫婦がいる。
四天王の一人のフヨウはこの老夫婦の孫娘。ここで幼い頃からゴーストタイプのポケモンたちと心を通わせてきた。
浅瀬のほらあな（あさせのほらあな）
海の上にポツンとある洞窟。潮の満ち干きによって形が変わる。
満潮時は「あさせのかいがら」、干潮時は「あさせのしお」がそれぞれ手に入り中にいる老人に4個ずつ渡すと「かいがらのすず」というアイテムをもらえる。奥地は氷の部屋となっており、めずらしいユキワラシが生息している。
海底洞窟（かいていどうくつ）
内部は海底と思えないほど複雑になっている。『ルビー』ではグラードン、『サファイア』『エメラルド』ではカイオーガがここに眠っている。アクア団（『ルビー』ではマグマ団）がそのポケモンを目覚めさせようと、この洞窟を占領する。
目覚めの祠（めざめのほこら）
許された者のみが入ることを許される祠。「ポケモンの魂が目覚める場所」といわれている。
『エメラルド』では一番奥のエリアに赤と青の宝石のかけらのようなものが岩肌から突き出している。また、一度イベントをクリアすると二度と進入できない。
チャンピオンロード
ポケモンリーグへ行くために通らなければならない洞窟。多くの野生ポケモンと「エリートトレーナー」が現れる。1階でミツルと再戦できる。前作までのチャンピオンロードとは別物。
空の柱（そらのはしら）
キナギタウン付近にある建造物で、いつ何のために作られたかは一切不明。床にひびが入っていて、「マッハじてんしゃ」がないと上れない。最上階にはレックウザが羽を休めている。
おふれの石室（おふれのせきしつ）
レジロック、レジアイス、レジスチルに関する出来事が点字で記述されている。
砂漠遺跡/小島の横穴/古代塚（さばくいせき/こじまのよこあな/こだいづか）
「おふれの石室」の謎を解けば入口が開く。それぞれレジロック、レジアイス、レジスチルが封印されている。
幻影の塔（げんえいのとう）
『エメラルド』のみ111番道路にたまに出現する古びた塔。マッハ自転車がないと先に進めない。最奥部にある化石を取ると塔が崩壊し、二度と入れなくなる。
陸の洞窟/海の洞窟（りくのどうくつ/うみのどうくつ）
『エメラルド』のみ、殿堂入り後にホウエン地方の一部に異常気象が発生（119番道路の天気研究所で確認可能）し、その場所に異常気象が発生している間のみ現れる洞窟。
それぞれグラードン、カイオーガがLv70で登場する。
砂漠の地下道（さばくのちかどう）
『エメラルド』のみ殿堂入り後に114番道路の化石マニアの家から入ることができ、111番道路で取り逃がした方の化石を入手できる。
南の孤島（みなみのことう）
外部イベントで配布された「むげんのチケット」を入手している場合のみ入ることができる。「こころのしずく」を持ったラティアス（ラティオス）がいる。『ルビー・サファイア』では一度きりしか入れない。
最果ての孤島（さいはてのことう）
『エメラルド』のみ、外部イベントで配布された「ふるびたかいず」を入手すると行ける。進んでいくと背の高い草むらがあり、ミュウがいる。入り口にはところどころ文字のかすれた立て札があり、『赤・緑』のポケモン屋敷にあった日記に記されていた内容との繋がりを感じさせる文章が読みとれる。
変化の洞窟（へんげのどうくつ）
殿堂入り後に103番道路に出現するただの洞窟。ズバットしか出ない。

## 開発

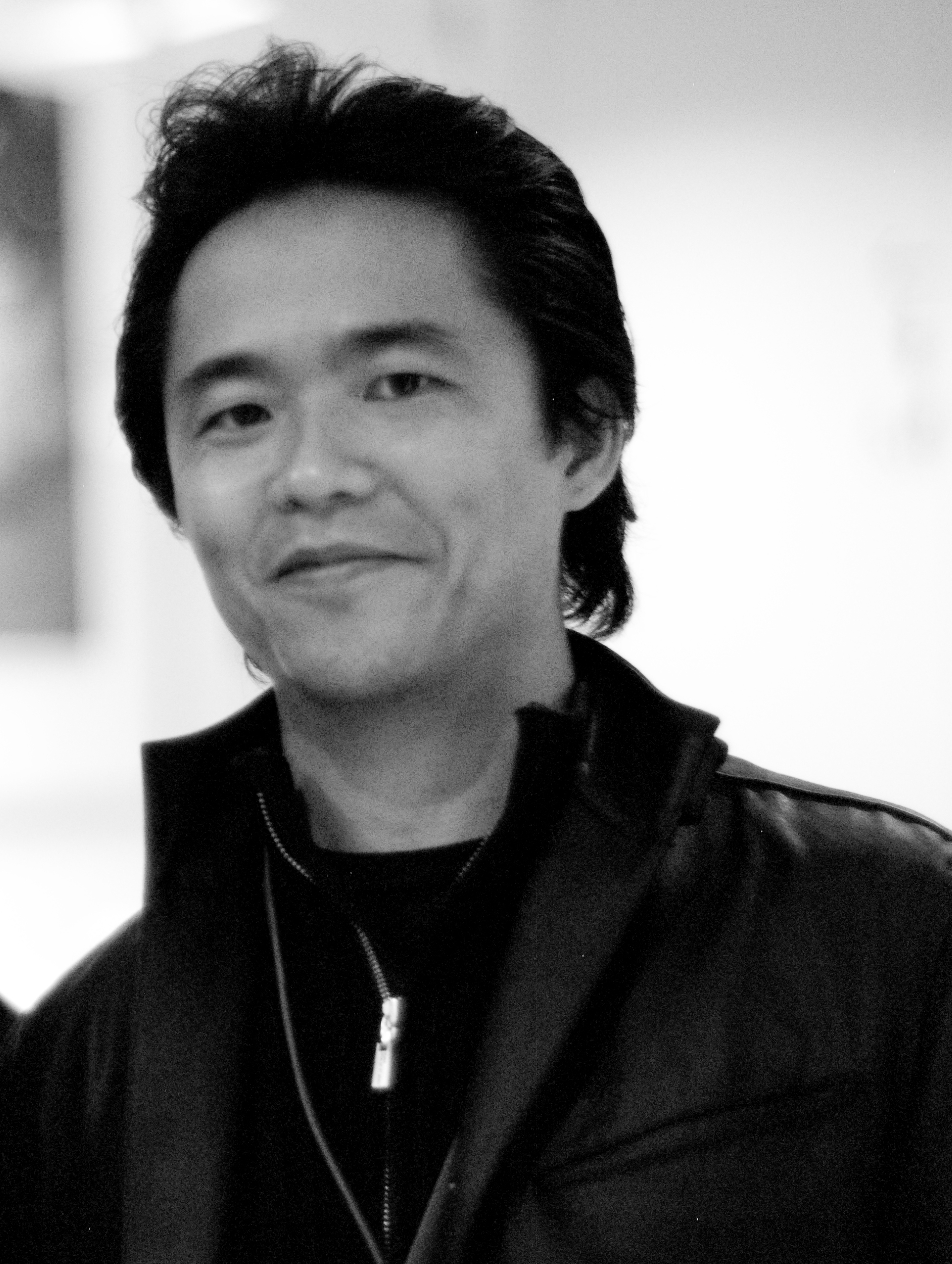
本作でディレクター・デザイナー・シナリオ・音楽を兼任した増田順一

本作の開発は2000年のゲームボーイアドバンスの完成直後から始まり、2001年3月7日に本作の発売決定が告知された。この発表では同年7月公開の短編映画「ピカチュウのドキドキかくれんぼ」に登場する新ポケモンのホエルコ、ルリリ、カクレオンの他、後に男の子主人公となる少年トレーナーのデザインが公開され、話題を呼んだ。また2001年当時本作は「ポケットモンスター ゲームボーイアドバンス版（仮）」と呼ばれていた。
ディレクター・デザイナーに加えシナリオや音楽も担当する増田順一は本作の開発テーマの一つとして、「バトル特化ではなくポケモン1体1体の個性を出していくこと」を挙げており、本作で初めて導入された「ポケモンコンテスト」もポケモンの個体についての面白さを追求したものであるとしている。また、増田は過去作をプレイしていないユーザーのために、「ポケモンとは何なのか」から細かい情報までを分かりやすくシンプルに入れたと述べている。任天堂の元代表取締役社長・岩田聡は、「間口の広さと奥の深さ」「初心者にも優しい導入部」「周囲の人といっしょに遊べる楽しみ」などを本作がヒットした要因に挙げている。
「ダブルバトル」は本作で新たに導入された要素であるが、実際にダブルバトルが行われる回数はかなり少なくなっており、この理由についてディレクター兼デザイナーの森本茂樹は、ダブルバトルは新たな試みではあったものの、メインはあくまでシングルバトルであるからだとしている。アートディレクターを担当する杉森建は過去作のポケモンが好きなユーザーが多く存在することも踏まえて過去作のポケモンを一部だけ登場させたとしているが、その一方で新規ポケモンをもう少し追加させたかったとも述べている。また、杉森は今作では過去作で実現できなかった公式イラストやテレビアニメの絵に近しい繊細な表現が可能となったとした上で、ポケモンらしくない複雑な色や形にならないようにすることを意識しているという。
本作の舞台となるホウエン地方は日本の九州地方がモデルとなっている。増田は両親が九州出身であり、幼少期は夏になるとよく九州に赴いて釣りをしたり昆虫を捕獲したりして遊んでいた。増田はこうした幼少期の楽しい思い出を詰め込みたいとの思いから九州をホウエン地方のモデルとした。また、ホウエンは漢字で表すと「豊縁」であり、増田はホウエン地方を「ポケモンと人、人と人の縁が豊かな場所」であると表現している。
本作では、ポケモンの鳴き声を環境音として流す手法がシリーズで初めて採用された。この時点では、プレイヤーの現在地のエンカウントテーブルを参照し、ポケモン図鑑用に用意された鳴き声を流すという仕組みだったことから、ポケモン1種類につき1つの鳴き声しか流せないうえ、情緒に欠けていたという課題が残った。
ポケモンシリーズにおいて、ポケモンが覚えられる技の数は4つ、トレーナーが所持できるポケモンの数は6体となっているが、本作の開発段階ではこれらの数の増減が検討されていた。しかし、最終的には変えることのできない絶妙なバランスであると判断され、数は据え置きとなった。

### 音楽
デザイナーを担当する佐藤仁美は、本作で使用されている音楽は「長い音が多くて短く切る音が少ない」と感じたことを明かしている。この理由について増田は、容量を極力抑えるためには「休符を入れない」「繰り返す」ということが重要であり、ベースを作成する際においても高低差のある2つの音だけを作ってループさせることによって容量の節約ができるからであるとしている。また、もう一つの理由として増田は自身が音フェチであるとした上で、以下のように述べている。
本作の音楽はポケモンシリーズにおける最後のチップチューンとなっている。増田によれば現在は厳しい制約がなく様々な音色を出せるようになったとしながらも、本作の時代においても生音のサンプリングは取り入れていたことを明かしており、例えばティンパニの音はバトルシーンで必ず使用していたとのこと。

## リリースと背景
本作は日本では2002年11月21日に、北米では2003年3月19日に、オーストラリアでは2003年4月3日に、ヨーロッパでは2003年7月25日にそれぞれ発売された。ポケットモンスターシリーズでは多数のポケモンが登場することから、各地域でのローカライズにかなりの時間を要しており、『ポケットモンスター 赤・緑』では日本発売から2年後に海外発売が行われ、『ポケットモンスター 金・銀』では日本発売から北米では1年後に、ヨーロッパでは2年後に発売が行われた。そして、本作では海外の販売体制が見直されたことで日本発売から約半年で海外発売が行われることとなった。
『ポケットモンスター 金・銀』は世界中で大ヒットを記録したものの、2000年代初頭になると世間では「ポケットモンスターのブームは去った」と言われるようになっていた。増田は、「ブームは去った」という世間の風潮が間違っていることを証明しなければならず、そのために何か凄いものを作らなければならないというプレッシャーを抱えていたことから、ストレスによる胃痛で病院に通うまでになったことを明かしている。しかし、ゲームフリークはこのような事態を「挑戦」と捉えて開発に取り組み、最終的には大ヒットを記録することとなった。

## 反響・評価

### 批評
『リアルサウンド』の坂田憲亮は、本作で新たに導入されたゲームシステムの中で「とくせい」と「ダブルバトル」について触れている。坂田は「とくせい」が導入されたことによって過去作では単純な能力値やタイプ・技といった要素しかなかったポケモンバトルに多様性をもたらしたと、「ダブルバトル」が導入されたことによって過去作では不可能だった様々な技やとくせいの組み合わせが可能となり、ポケモンバトルの戦略が広がったとそれぞれ述べている。また、坂田はこれら二つの要素は後続シリーズでも使用されていることから、本作のシステムは「現代版ポケモン」の基礎となったとも述べている。『電撃オンライン』のレビュアー・高見沢有志は過去作から目に見えて変化した点としてグラフィックの大幅な向上を挙げており、同じポケモンでも目つきや体の模様が微妙に異なり、ドット絵もかなり丁寧に作り込まれていると称賛している。一方で、高見沢は「ダブルバトル」について、せっかくの新要素であるにもかかわらず作中でダブルバトルを挑んでくるトレーナーが少ない点を批判している。『4Gamer.net』の稲元徹也はゲームボーイアドバンスへと変わったことによるグラフィックや演出の強化、「せいかく」「とくせい」などの新要素の導入が高い評価を受けたと述べている。
『ファミ通』のウワーマンは新たに登場するポケモンの見た目のバリエーションが本作から一気に豊富になった印象があるとしており、伝説のポケモンであるレジロック・レジアイス・レジスチルのような不気味で怪しいポケモンが多いことも魅力的であると述べている。一方で、『マグミクス』の片野はポケモンシリーズの新作が発売されるたびに「（新ポケモンが）ポケモンらしくない」論争が起きているが、この論争が目立ち始めたのが本作からであるとしている。片野によればデザイン担当者の人員が増えて、デザインの方向性も広がった反面、「生物らしさ」が無くなっているとの指摘が目立つようになったという。

### 売上
日本では発売から初週で約109万本を売り上げており、2002年のホリデーシーズンにおけるベストセラー作品となっている。発売翌年の2003年には170万本を売り上げ、日本における年間売上ランキング（2003年）では2位を獲得している。2004年2月には累計売上が500万本を記録しており、年間売上ランキング（2004年）においても上位を記録している。2022年末時点の累計出荷本数は540万本を記録している。
アメリカでは2003年にルビーが150万本を、サファイアが140万本をそれぞれ売り上げており、アメリカの年間売上ランキング（2003年）ではルビーが2位を、サファイアが3位をそれぞれ獲得している。ヨーロッパでは発売から初週に50万本以上を、8週目で150万本以上を売り上げており、これについてライターのCraig Harrisは「本作はヨーロッパにおいてとてつもない成功を収めた」と述べている。オーストラリアでは2003年9月時点で15万本を売り上げている。
2022年末時点で全世界累計売上は1614万本を記録している。

### 受賞・ランキング
英国の非営利団体・Entertainment and Leisure Software Publishers Association (ELSPA) が公表した英国ゲームソフトランキングではルビーが1位を、サファイアが2位をそれぞれ獲得した。
「第7回 CESA GAME AWARDS」において本作は優秀賞とベストセールス賞を受賞している。
「ポケットモンスター 赤」「ポケットモンスター 緑」の発売から15周年を記念して2011年11月から12月に開催された投票企画「歴代ゲーム ポケモン総選挙！」にてルビーでパッケージを飾ったグラードンが15位中6位を、サファイアでパッケージを飾ったカイオーガが同9位をそれぞれ獲得した。

### その他
本作の音楽担当・一之瀬剛は、本作の曲を好きになったユーザーからは「PSGとPCMが混ざった音がとても好き」という声が寄せられていたと述べている。
『Ikenfell』の開発者・シェビー・レイ・ジョンストンは、『Ikenfell』のアートに特に影響を与えた作品として本作を挙げている。
本作に登場するレジロック・レジアイス・レジスチルが出現するそれぞれの場所が原爆および空爆の被害を受けた場所と一致しているという説がネット上で話題となった。

## キャンペーン
2002年に開催された「ポケモンフェスタ2002」で本作の体験会が実施されており、設置された試遊台にてプレイすることができた。
『劇場版ポケットモンスター アドバンスジェネレーション 七夜の願い星 ジラーチ』の特別前売券を購入すると、幻のポケモン・ジラーチを入手できる引換券を貰うことができた。なお、ポケモンシリーズにおいて劇場版と連動してポケモンが配布されるキャンペーンが行われたのは今回が初であった。
本作で「きのみが成長しない」「ポケモンくじがひけない」といった不具合が発生したことを受けて、2003年12月5日に任天堂株式会社と株式会社ポケモンは前述の不具合に関する対応について発表した。同社によれば本作を1年以上プレイしていると前述の不具合が発生することがあり、このような場合はセーブデータを消しても「きのみが成長しない」不具合は解消されない。そのため同社はその対応としてポケモンセンターなどの各種店舗で修正プログラムを入れた月刊任天堂店頭デモの設置を行った。店頭で修正が行われるとジグザグマを貰うことができた。
株式会社ポケモンは2004年10月に開催されたイベント「東京国際エンターテインメントマーケット2004」で「むげんのチケット」を配布した。このチケットをゲーム内で使用すると「みなみのことう」でラティアスまたはラティオスを捕まえることができた。
本作の発売10周年を記念してグラードンやカイオーガが参加可能なダブルバトルルールの公式Wi-Fi大会「クリスマスカップ」が2012年12月に開催された。

## 関連商品

### 書籍
本項目では出版社別に表記している

#### 小学館
- 『ポケモンルビー・サファイア公式ファンブック 攻略特集全トレーナー必見!! 最速攻略ガイド!!』 〈ワンダーライフスペシャル〉、2002年12月発行、ISBN 4-09-106075-7
- 『ポケットモンスタールビーサファイアぼうけんマップ 任天堂公式ガイドブック』 〈ワンダーライフスペシャル〉、2003年1月発行、ISBN 4-09-106082-X
- 『ポケットモンスタールビーサファイア ポケモンずかん 任天堂公式ガイドブック』 〈ワンダーライフスペシャル〉、2003年2月発行、ISBN 4-09-106086-2
- 『ポケットモンスタールビー シールコレクション』 〈まるごとシールブック〉、2003年3月発行、ISBN 4-09-734458-7
- 『ポケットモンスターサファイア シールコレクション』 〈まるごとシールブック〉、2003年3月発行、ISBN 4-09-734459-5
- 『ポケモンルビー・サファイア クイズ全百科』 〈コロタン文庫〉、2003年5月発行、ISBN 4-09-281185-3
- 『ポケットモンスタールビーポケット モンスターサファイア 公式まんがで読む4つ星攻略BOOK』 〈ワンダーライフスペシャル〉、2003年6月発行、ISBN 4-09-106101-X
- 『ポケモンルビー・サファイア 2コマまんが全集』 〈コロタン文庫〉、2003年8月発行、ISBN 4-09-281186-1
- 『ポケモンルビー・サファイア なぞなぞ全百科』 〈コロタン文庫〉、2003年12月発行、ISBN 4-09-281188-8
- 『ポケモンをさがせ！ ルビーサファイア』 〈コミュニティー絵本〉、2004年10月発行、ISBN 4-09-727287-X

#### メディアファクトリー
レーベルは特記の無い限りメディアファクトリーのポケモンガイド
- 『ポケットモンスタールビー・サファイア 公式ぼうけんクリアガイド』2002年12月発行、ISBN 4-8401-0685-1
- 『ポケットモンスタールビー・サファイア 公式ポケモン図鑑完成ガイド』2003年1月発行、ISBN 4-8401-0704-1

#### エンターブレイン
レーベルは特記の無い限りファミ通
- 『ポケモンルビー・サファイア ワールド大百科』2003年1月発行、ISBN 4-7577-1299-5
- 『ポケモンルビー・サファイア ポケモン大全集』2003年2月発行、ISBN 4-7577-1336-3

#### 毎日コミュニケーションズ
レーベルは特記の無い限り任天堂ゲーム攻略本NintendoDREAM
- 『ポケットモンスタールビー ポケットモンスターサファイア シナリオクリアBook』2003年1月発行、ISBN 4-8399-0935-0
- 『ポケットモンスタールビー ポケットモンスターサファイア ポケモンずかんBook』2003年2月発行、ISBN 4-8399-0966-0

### サウンドトラック
| 発売日        | タイトル                                                          |
| ------------- | ----------------------------------------------------------------- |
| 2003年4月26日 | GBA ポケモン ルビー&サファイア ミュージック・スーパーコンプリート |

## ポケットモンスター エメラルド
『ポケットモンスター エメラルド』は、『ポケットモンスター ルビー・サファイア』のマイナーチェンジ版として2004年9月16日に発売されたゲーム作品。パッケージのポケモンはレックウザとなっている。
今作ではポケモンシリーズ初となる強化されたジムリーダーとの再戦の要素が追加されたり、エンディング後の新たなやり込み要素である「バトルフロンティア」が新たに導入されたりしている。演出面では野生のポケモンに遭遇したときや、モンスターボールからポケモンが飛び出した瞬間にポケモンが動くようになっている。また、シナリオ面ではマグマ団・アクア団の両方が敵対組織として登場したり、グラードンとカイオーガが相対するエピソードも追加された。

### 反響・評価
「第9回 CESA GAME AWARDS」において本作は優秀賞を受賞している。
上述の人気投票「歴代ゲーム ポケモン総選挙！」にて本作のパッケージを飾ったレックウザが15位中1位を獲得した。
本作ではシナリオの終盤に、グラードンとカイオーガが相対して天変地異が発生したところにレックウザが介入して事なきを得る場面があるが、両者の対決の構図について2022年6月に海外で話題となった。前述の通りグラードンとカイオーガが相対する場面であるが、これが海上で起こっていたことや両者のタイプの相性からグラードンが圧倒的に不利なことは明白であったことから、海外のTwitterユーザーが「不公平な戦い」と投稿すると、18万件以上の「いいね」が付いた。
本作は発売から初週で約79万本を売り上げており、週間ゲームソフト&ハード販売ランキングでは1位を獲得した。2004年には140万本を売り上げており、年間売上ランキング（2004年）では4位を獲得している。2022年末時点で国内累計売上は208万本、全世界累計売上は680万本を記録している。
ソフトの中古品の価格が最も高いポケモンシリーズのソフトの一つであり、理由としては第三世代のバトルフロンティアがこの作品にしか存在しないこと、2020年代にNPCから確実に受け取れるポケモンを利用した任意コードの完全実行チャートが確立されたことにある。

### キャンペーン
2004年に開催された「ポケモンフェスタ2004」で本作の体験会が実施されており、設置された試遊台にてプレイすることができた。
2005年に開催された「ポケモンフェスタ2005」などで本作向けに幻のポケモン「ミュウ」を入手できるアイテム「ふるびたかいず」が配布された。

### 書籍
- 『ポケットモンスターエメラルド 任天堂公式ガイドブック』 小学館〈ワンダーライフスペシャル〉、2004年10月発行、ISBN 4-09-106187-7
- 『ポケットモンスターエメラルド 公式完全クリアガイド』 メディアファクトリー〈メディアファクトリーのポケモンガイド〉、2004年10月発行、ISBN 4-8401-1149-9
- 『ポケットモンスターエメラルド 公式大百科』 エンターブレイン、2004年10月発行、ISBN 4-8401-1149-9
- 『ポケットモンスターエメラルド シナリオクリアBook』 毎日コミュニケーションズ〈任天堂ゲーム攻略本NintendoDREAM〉、2004年10月発行、ISBN 4-8399-1630-6
- 『ポケットモンスターエメラルド シールコレクション』 小学館〈まるごとシールブック〉、2004年11月発行、ISBN 4-09-734616-4
- 『ポケモンをさがせ！ エメラルド』 小学館〈コミュニティー絵本〉、2005年8月発行、ISBN 4-09-727297-7

## 関連ゲーム

### ポケモンボックス ルビー＆サファイア
2003年5月30日にニンテンドー ゲームキューブ用ソフトとして発売されたゲーム作品。『ポケットモンスター ルビー・サファイア』（以下「ルビー・サファイア」）と連動した作品であり、「ルビー・サファイア」では426体までしかポケモンを保存できなかったが、今作では最大1500体のポケモンを保存できる。その他にもポケモンの能力値の並び替え機能やディスプレイ機能も搭載されている。

### ポケットモンスター オメガルビー・アルファサファイア
2014年11月21日にニンテンドー3DS用ソフトとして発売されたゲーム作品。「ルビー・サファイア」のリメイク作品という位置づけになり、前作『ポケットモンスター X・Y』をベースにしたグラフィックやゲームシステムが取り入れられている。